# Foa madagascariensis
Foa madagascariensis és una espècie de peix pertanyent a la família dels apogònids.

## Hàbitat
És un peix marí, demersal i de clima tropical que viu entre 5 i 6 m de fondària.

## Distribució geogràfica
Es troba a Madagascar.

## Observacions
És inofensiu per als humans.